# كلية التجارة (جامعة المنصورة)
كلية التجارة هي إحدى كليات جامعة المنصورة. نشأت كلية التجارة في الأصل باسم المعهد العالي التجاري التابع لوزارة التعليم العالي ـ وكان مقرها مبنى إدارة الجامعة الحـالى ـ وبدأت الدراسة بالمعهد عام 1957، وقد استمر هـذا الوضع حتى صدر قرار نائب رئيس مجلس الوزراء للثقافة والإعـلام رقم 184 لسنة 1973 بإنشاء كلية التجارة وبدأت الدراسة بها في العام الجامعى 73 - 1974 وفي عام 1985 تم افتتاح الفصل التدريسى بدمياط والذي تحول إلى فرع للكلية عام 1988وقـد تم تخريج أول دفعة من الفرع عام 1992.

## الدرجات العلمية التي تمنحها الكلية
تمنح جامعة المنصورة بناء على طلب كلية التجارة الدرجات العلمية والدبلومات الآتية:
- دبلومة الدراسات العليا
- درجة الماجستير
- درجة الماجستير المهني في إدارة الأعمال
- درجة دكتوراة الفلسفة
- درجة الماجستير في العلوم التجارية والتطبيقية

## عمداء الكلية
1. ا.د/ محمود عساف (إدارة أعمال): أول عميد للكلية من عام 1973 إلى عام 1979 م
2. ا.د/ عبد اللطيف عبد الفتاح أبو العلا(إحصاء): من عام1979 إلى 1983 وتولى بعدها نائب رئيس الجامعة ثم المستشار الثقافي لمصر بواشنطن
3. ا.د/ محمد عصام الدين زايد (محاسبه) :من عام 1983 إلى عام 1988 وهو أقدم أساتذة المحاسبة بالكلية ومؤسس فرع كلية التجارة بدمياط وتولى منصب القائم بأعمال نائب رئيس الجامعة للدراسات العليا مع عمادته لكلية التجارة
4. ا.د/إبراهيم محمد مهدى (تامين) : من عام 1988 إلى 1997 أطول فترة عمادة ثلاث دورات وذلك لتغير نظام انتخاب عميد الكلية إلى تعينة من قبل رئيس الجامعة كم تولى رئاسة نادى المنصورة مرتين
5. ا.د/ أحمد على جبر(إدارة أعمال):من عام 1997 إلى 2000 عين بعدها عضو المحكمة الإدارية
6. ا.د/ أحمد حامد حجاج(محاسبة):من عام 2000 إلى عام 2006.
7. ا.د/ نبيل النجار(إدارة أعمال):من عام 2006 حتى 2009.
8. ا.د\ عبد القادر محمد عبد القادر(إدارة أعمال)من عام 2009 حتى 2011

9.د\على مجدى سعد الغرورى (محاسبة) من 2011 حتى سبتمبر2014
10 ا.د/ محمد محمود عطوة من أكتوبر 2014 حتى الآن

## شخصيات هامة
1. د/ محمد عصام الدين زايد وهو أقدم أساتذة المحاسبة بالكلية ومؤسس فرع كلية التجارة بدمياط وتولى منصب القائم بأعمال نائب رئيس الجامعة للدراسات العليا مع عمادته لكلية التجارة
2. د/ إبراهيم محمد مهدى عميد كلية تجارة المنصورة سابقا
3. د/ يحيى حسين عبيد رئيس جامعة المنصورة سابقا
4. د/ محمود الناغى عميد كلية التربية النوعية سابقا
5. د/ ميرفت طلعت المحلاوى عميد كلية التجارة بدمياط
6. د/عبد القادر محمد عبد القادر عميد كلية التجارة المنصورة

## وصلات خارجية
- الموقع الرسمي للكلية